# Alan Alegre
Alan Jesús Alegre (Quilmes, Provincia de Buenos Aires, Argentina; 3 de febrero de 1990) es un futbolista argentino. Juega de defensor y milita en Almagro de la Primera Nacional Argentina.

## Biografía
Es hijo de exjugador y actual Director Técnico Fabián Alegre.

### Quilmes
Se desempeña como marcador central. Debutó con Omar De Felippe en la cancha de Arsenal jugando 1 minuto, partido en el que Quilmes consiguió la permanencia en Primera. El que le dio rodaje fue Nelson Vivas, con quién convirtió su primer gol en Primera ante Belgrano en el Estadio Mario Alberto Kempes.

### Aldosivi
Luego de varios años en el Cervecero, Alegre se convirtió en refuerzo de Aldosivi. En su primer año jugó 18 partidos, convirtiendo 3 goles, siendo su mejor récord de goles en una temporada. Aun así, el equipo de Mar del Plata sufrió el descenso a la Primera B Nacional.
En la temporada 2017-18, a pesar de no tener tanta participación, fue parte del plantel campeón que regresó a la Superliga.

### Regreso a Quilmes
En 2018, luego de la lesión de Tomás López, Alegre volvió a Quilmes. Su vuelta al club ocurrió el 2 de diciembre del mismo año en el empate a 0 frente a Santamarina. En febrero de 2019 convirtió su primer gol tras la vuelta, empatando el partido frente a Mitre de Santiago del Estero.

### Deportes Temuco
En febrero de 2021, fue anunciado como nuevo refuerzo de Deportes Temuco de la Primera B de Chile.

## Estadísticas
| Club                    | Div.                | Temporada           | Liga  | Liga  | Copas nacionales | Copas nacionales | Torneos internacionales | Torneos internacionales | Total | Total |
| Club                    | Div.                | Temporada           | Part. | Goles | Part.            | Goles            | Part.                   | Goles                   | Part. | Goles |
| ----------------------- | ------------------- | ------------------- | ----- | ----- | ---------------- | ---------------- | ----------------------- | ----------------------- | ----- | ----- |
| Quilmes Argentina       | 1.ª                 | 2012-13             | 2     | 0     | —                | —                | —                       | —                       | 2     | 0     |
| Quilmes Argentina       | 1.ª                 | 2013-14             | 19    | 1     | 1                | 0                | —                       | —                       | 20    | 1     |
| Quilmes Argentina       | 1.ª                 | 2014                | 11    | 1     | 0                | 0                | —                       | —                       | 11    | 1     |
| Quilmes Argentina       | 1.ª                 | 2015                | 25    | 0     | 3                | 0                | —                       | —                       | 28    | 0     |
| Quilmes Argentina       | 1.ª                 | 2016                | 11    | 0     | —                | —                | —                       | —                       | 11    | 0     |
| Aldosivi Argentina      | 1.ª                 | 2016-17             | 18    | 3     | —                | —                | —                       | —                       | 18    | 3     |
| Aldosivi Argentina      | 2.ª                 | 2017-18             | 12    | 1     | —                | —                | —                       | —                       | 12    | 1     |
| Aldosivi Argentina      | Total club          | Total club          | 30    | 4     | 0                | 0                | 0                       | 0                       | 30    | 4     |
| Quilmes Argentina       | 2.ª                 | 2018-19             | 13    | 1     | —                | —                | —                       | —                       | 13    | 1     |
| Quilmes Argentina       | 2.ª                 | 2019-20             | 15    | 1     | —                | —                | —                       | —                       | 15    | 1     |
| Quilmes Argentina       | 2.ª                 | 2020                | 9     | 0     | —                | —                | —                       | —                       | 9     | 0     |
| Quilmes Argentina       | Total club          | Total club          | 105   | 4     | 4                | 0                | 0                       | 0                       | 109   | 4     |
| Deportes Temuco · Chile | 2.ª                 | 2021                | 22    | 4     | 4                | 1                | —                       | —                       | 26    | 5     |
| Deportes Temuco · Chile | 2.ª                 | 2022                | 20    | 1     | —                | —                | —                       | —                       | 20    | 1     |
| Deportes Temuco · Chile | 2.ª                 | 2023                | 22    | 2     | 2                | 0                | —                       | —                       | 24    | 2     |
| Deportes Temuco · Chile | Total club          | Total club          | 64    | 7     | 6                | 1                | 0                       | 0                       | 70    | 8     |
| Atlanta Argentina       | 2.ª                 | 2024                | 5     | 0     | —                | —                | —                       | —                       | 5     | 0     |
| Atlanta Argentina       | Total club          | Total club          | 5     | 0     | 0                | 0                | 0                       | 0                       | 5     | 0     |
| Almagro Argentina       | 2.ª                 | 2024                | 14    | 0     | —                | —                | —                       | —                       | 14    | 0     |
| Almagro Argentina       | Total club          | Total club          | 14    | 0     | 0                | 0                | 0                       | 0                       | 14    | 0     |
| Total en su carrera     | Total en su carrera | Total en su carrera | 218   | 15    | 10               | 1                | 0                       | 0                       | 227   | 16    |
| 1. 2. 3.                |                     |                     |       |       |                  |                  |                         |                         |       |       |

## Palmarés

### Campeonatos nacionales
| Título             | Equipo   | País      | Año     |
| ------------------ | -------- | --------- | ------- |
| Primera B Nacional | Aldosivi | Argentina | 2017-18 |